# Jayne Ashton
Jayne Ashton (* 31. August 1957 in Birmingham) ist eine ehemalige englische Squashspielerin.

## Karriere
Jayne Ashton war in den 1970er- und 1980er-Jahren als Squashspielerin aktiv. Mit der britischen Nationalmannschaft wurde sie 1979 Weltmeisterin. In den fünf Begegnungen kam sie zweimal zum Einsatz und gewann beide Partien. Als Mitglied der englischen Nationalmannschaft wurde sie 1980 auch Europameisterin.
1979 und 1981 nahm sie an den Weltmeisterschaften im Einzel teil. Beide Male erreichte sie die dritte Runde und schied gegen Sue King bzw. Lisa Opie aus. 1979 wurde sie neuseeländische Meisterin, da das Turnier zu der Zeit auch für Spieler aus dem Ausland offen war, und gewann auch die New Zealand Open.

## Erfolge
- Weltmeisterin mit der Mannschaft: 1979
- Europameisterin mit der Mannschaft: 1980
- Neuseeländische Meisterin: 1979